# えさん
えさんは、道南自動車フェリーが運航していたフェリー。

## 概要
第三恵山丸の代船として内海造船瀬戸田工場で建造され、1988年に就航した。
就航当初は貨物フェリーだったが、、2000年10月の海上運送法の改正により、道南自動車フェリーが一般旅客定期航路の許可を得て旅客航路事業を開始したため、本船も改造を受け旅客フェリーとなった。
ブルードルフィンの就航により、2010年7月11日に引退した。
その後、フィリピンのセブ・フェリー へ売却され、CEBU FERRY 3として就航した。
2013年以降は、2GOでの運航となり、ST.IGNATIUS LOYOLAとして、バタンガスを発着する航路に就航している。

### 航路
青函航路
- 函館港 - 青森港

就航時は本船と第五恵山丸、2000年以降は本船とえさん2000の2隻で運航されていた。

## 設計
貨物フェリーとして建造されたため、旅客設備は最小限で、定員も78名と少ない。
道南自動車フェリー時代は、薄緑色に斜めのラインが入った船体塗装で、津軽海峡フェリーへの移行後は、白塗装にロゴマークのみの暫定塗装となっていた。
海外売船後、船橋直後から船体後部まで3層にわたって船室が大幅に増設されている。

## 船内

### 船室
- 2等

### 設備
- 風呂・シャワー室（男性用のみ）